# Елајасов код
Елајасов код (Шенон-Фано-Елајасов код) је код са структуром стабла променљиве дужине који неограничено дуге низове изворних симбола кодује у неограничено дуге низове кодованих симбола. Операција кодовања има клизајућу структуру, код које, како неколико симбола уђе у кодер тако га неколико кодованих бита и напушта. Број кодованих бита на излазу из декодера након уласка једног изворног симбола је променљив и зависи од структуре низа изворних симбола.

## Математичка интерпретација Елајасовог кода
Претпоставимо да имамо извор без меморије Xi који узима вредности из алфабета {1,2,...,L}. Претпоставимо да су вероватноће свих ових симбола строго позитивне . Функција расподеле F(i) је дата са:
{\displaystyle F(i)={\underset {k\leq i}{\mathop {\sum } }}\,p(k)}
Модификована функција расподеле која представља суму вероватноћа свих симбола од i, и половину вероватноће симбола i може се записати као:
{\displaystyle Fs(i)={\overset {\bar {\ }}{\mathop {F} }}\,(i)={\underset {k<i}{\mathop {\sum } }}\,p(k)+{\frac {1}{2}}p(i)}
C обзиром да су све вероватноће позитивне, F(i)≠F(j) за i≠j можемо одредити i ако знамо модификовану функцију расподеле (директно са графика). Вредности модификоване функције расподеле се могу користити као код за i. У општем случају је Fs(i) је реалан број који може да се прикаже само са бесконачним бројем бита у његовом бинарном облику, тако да не можемо да користимо ту вредност као кодну реч.
Претпоставимо да заокружимо бинарну представу Fs(i) на {\displaystyle l(i)} бита што се може записати као:
{\displaystyle L={{\left\lfloor {\overset {\bar {\ }}{\mathop {F} }}\,(i)\right\rfloor }_{l(i)}}}
Сад имамо:
{\displaystyle {\overset {\bar {\ }}{\mathop {F} }}\,\left(i\right)-{{\left\lfloor {\overset {\bar {\ }}{\mathop {F} }}\,(i)\right\rfloor }_{l(i)}}<{\frac {1}{{2}^{l(i)}}}}
Ако је:
{\displaystyle l(i)=\left\lceil -\log p(i)\right\rceil +1}
Тада имамо:
{\displaystyle {\frac {1}{{2}^{l(i)}}}={{2}^{-l(i)}}={{2}^{-\left\lceil -\log p(i)\right\rceil -1}}\leq {{2}^{\log p\left(i\right)-1}}={\frac {p(i)}{2}}={\overset {\bar {\ }}{\mathop {\mathbf {F} } }}\,\left(i\right)-\mathbf {F} \left(i-1\right)\Rightarrow {{\left\lfloor {\overset {\bar {\ }}{\mathop {F} }}\,\left(i\right)\right\rfloor }_{l(i)}}>F\left(i-1\right)}
Из овога следи да се број L налази у интервалу који одговара вредности i, и да довољан број бита да се опише i износи
{\displaystyle l(i)=\left\lceil -\log p(i)\right\rceil +1}
Овако конструисани код је префиксан (ниједна кодна реч није префикс друге кодне речи) што ћемо и доказати. Претпоставимо да је кодна реч b1b2…bl. Ови битови представљају интервал
{\displaystyle [0.{{b}_{1}}{{b}_{2}}\ldots {{b}_{l}},0.{{b}_{1}}{{b}_{2}}\ldots {{b}_{l}}+{\frac {1}{{2}^{l}}}]}
Да би код био префиксан потребно је да интервали који одговарају кодним речима буду дисјунктни. Интервал који одговара кодној речи симбола i има дужину  што је мање од половине корака који одговара симболу i. Почетна тачка интервала се налази у доњој половини корака. Ово значи да се крајња тачка интервала налази испод врха корака. Дакле сви интервали су дисјунктни и код је префиксан.
Просечна дужина кодне речи износи:
{\displaystyle {\overset {\bar {\ }}{\mathop {l} }}\,={\underset {i}{\mathop {\sum } }}\,p\left(i\right)\cdot l\left(i\right)={\underset {i}{\mathop {\sum } }}\,p\left(i\right)\cdot \left(\left\lceil -\log p\left(i\right)\right\rceil +1\right)\leq {\underset {i}{\mathop {\sum } }}\,p\left(i\right)\cdot \left(-\log p\left(i\right)+2\right)=-{\underset {i}{\mathop {\sum } }}\,p\left(i\right)\cdot \log p\left(i\right)+2\cdot {\underset {i}{\mathop {\sum } }}\,p\left(i\right)}
Дакле
{\displaystyle {\overset {\bar {\ }}{\mathop {l} }}\,=H\left({{X}_{i}}\right)+2}

## Елајасов Гама код
Елајасов Гама код је најпростија реализација Елајасовог кода који се користи у ситуацијама када највећа кодована вредност није позната унапред, или да би се компримовали подаци у којима се чешће појављују мале вредности него велике вредности.
Кодовање природног броја x є  = {1,2,3,…}:
1. Број се написе у бинарном облику (да би се број написао у бинарном облику потребно је ⌊log2(x)⌋+1 цифара)
2. Испред броја у бинарном облику се дописе  нула

Декодовање броја кодованог Елајасовим Гама кодом:
1. Преброји се број, нпр n, нула на почетку речи до појаве прве јединице. Ако је n=0 онда је декодовани број 1; ако је n≠0, онда декодер чита наредних n+1 бита и декодује одговарајући бинарни број.

## Елајасов Делта код
Елајасов Делта код– сложенији је и користи Елајасов Гама код као основу.
Кодовање природног броја x є  = {1,2,3,…}:
1. Број се напише у бинарном облику
2. Број  се напише у бинарном облику (X)
3. Од бинарног броја добијеног у кораку 1 се одузме водећи бит и преостали бити се записују (Y)
4. На крај бинарног броја X се дода бинарни број Y
5. Пребројати број бита добијених под 2 и од тога броја одузети 1 и толико нула додати испред.

Декодовање броја кодованог Елајасовим Делта кодом
1. Преброји се број нула док се не наиђе на прву јединицу. Нека је овај број нула - L.
2. Прва јединица се сматра да је прва цифра броја са вредношћу 2l. Прочитамо преосталих L цифара. Нека је овај број N.
3. Ставити 1 на првом месту коначног излаза. Прочитамо и додамо преосталих N-1 бита

## Поређење Елајасовог Гама и Елајасовог Делта кода
Нека се ова два кода користе за кодовање бројева из скупа .
{\displaystyle {{l}_{\gamma }}\left(x\right)=2\left\lfloor \mathbf {lo} {{\mathbf {g} }_{2}}x\right\rfloor +1}
{\displaystyle {{l}_{\delta }}\left(x\right)={{l}_{\gamma }}\left(\left\lfloor {{\log }_{2}}x\right\rfloor +1\right)+\left\lfloor {{\log }_{2}}x\right\rfloor =2\left\lfloor {{\log }_{2}}(\left\lfloor {{\log }_{2}}x\right\rfloor +1)\right\rfloor +1+\left\lfloor {{\log }_{2}}x\right\rfloor }
Нека је X произвољна случајна променљива са униформном расподелом над {1,2,…,N}, и тада има ентропију
{\displaystyle H\left(X\right)={{\log }_{2}}N{\frac {bits}{symbol}}}
Очекивана дужина Елајасовог Гама кода износи
{\displaystyle E\left[{{l}_{\gamma }}\left(X\right)\right]={\frac {1}{N}}{\underset {x=1}{\overset {N}{\mathop {\sum } }}}\,\left(2\left\lfloor {{\log }_{2}}x\right\rfloor +1\right)}
Знамо да је ⌊{\displaystyle a}⌋>{\displaystyle a}-1,∀{\displaystyle a}, па следи:
{\displaystyle E\left[{{l}_{\gamma }}\left(X\right)\right]={\frac {1}{N}}{\underset {x=1}{\overset {N}{\mathop {\sum } }}}\,\left(2{{\log }_{2}}x-1\right)={\frac {2}{N}}\log \log({\underset {x=1}{\overset {N}{\mathop {\prod } }}}\,x)-1={\frac {2}{N}}{{\log }_{2}}(N!)-1}
Користећи чињеницу:
{\displaystyle {\underset {n\to \infty }{\mathop {\lim } }}\,{\frac {\log(t!)}{t\log(t)}}=1}
можемо закључити
{\displaystyle {\underset {N\to \infty }{\mathop {\lim } }}\,{\frac {E\left[{{l}_{\gamma }}\left(X\right)\right]}{\log N}}\geq 2}
За јако велико  очекивана дужина Елајасовог Гама кода се приближава двострукој ентропији што није оптимално.
Очекивана дужина Елајасовог Делта кода износи
{\displaystyle {\begin{aligned}&E[{{l}_{\delta }}\left(X\right)]\leq {\frac {1}{N}}{\underset {x=1}{\overset {N}{\mathop {\sum } }}}\,\left(2{{\log }_{2}}\left({{\log }_{2}}x+1\right)+1+{{\log }_{2}}x\right)=\\&={\frac {1}{N}}\log \left({\underset {x=1}{\overset {N}{\mathop {\prod } }}}\,x\right)+{\frac {2}{N}}{\underset {x=1}{\overset {N}{\mathop {\sum } }}}\,{{\log }_{2}}\left({{\log }_{2}}x+1\right)+1\leq {\frac {1}{N}}\log(N!)+2{{\log }_{2}}\left({{\log }_{2}}N+1\right)+1,\\\end{aligned}}}
како
{\displaystyle {\underset {t\to \infty }{\mathop {\lim } }}\,{\frac {\log(\log t+1)}{\log(t)}}=0}
Знамо да за свако N важи
{\displaystyle {{\log }_{2}}({{\log }_{2}}x+1)\leq {{\log }_{2}}\left({{\log }_{2}}N+1\right)}
па можемо закључити:
{\displaystyle {\underset {N\to \infty }{\mathop {\lim } }}\,{\frac {E\left[{{l}_{\delta }}\left(X\right)\right]}{\log N}}=1}
Овим смо показали да за јако велико  очекивана дужина Елајасовог Делта кода се приближава ентропији, и закључујемо да је делта код асимптотски оптималан.

## Literatura
- David J.C. MacKay, 2008.Information Theory,Inference,and Learning Algorithms. Cambridge University Press 2003
- Thomas M. Cover, Joy A. Thomas, 2006. Elements of Information Theory. JOHN WILEY & SONS, INC.
- P. Elias, Universal codeword sets and representations of the integers. IEEE Transactions on Information Theory, vol. 21, pp. 194-203 March 1975.
- Te Sun Han, Kingo Kobayashi, 2001. Mathematics of information and coding.AMS Bookstore, 2001